# Cantata
Cantata (do italiano "cantata", particípio passado substantivado de "cantare") é um tipo de composição vocal, para uma ou mais vozes, com acompanhamento instrumental, às vezes também com coro, de inspiração religiosa ou profana, contendo normalmente mais de um movimento e cujo texto, em vez de ser historiado, descrevendo um fato dramático qualquer, é lírico, descrevendo uma situação psicológica.

## Origens
Este gênero foi muito explorado, no período barroco, por compositores tais como Johann Sebastian Bach, que escreveu mais de duzentas cantatas, muitas delas com trechos famosos, como é o caso do coral Jesus Bleibet Meine Freude, tradução livre: "Jesus continua sendo minha alegria", ou Jesus, alegria dos homens, BWV 147.
Durante o classicismo e o romantismo, o gênero foi pouco explorado, retornando no século XX com compositores como Carl Orff, autor da cantata Carmina Burana.
É o gênero mais importante de música de câmara vocal do período barroco, o principal elemento musical do culto luterano. Desde o final do século XVIII, o termo foi aplicado a uma ampla variedade de obras, sacras e seculares, na maioria para coro e orquestra, desde as cantatas de Beethoven por ocasião da morte e sucessão de imperadores, até as cantatas soviéticas patrióticas de Shostakovich.
Na Itália, a palavra "cantata" foi usada pela primeira vez para variações estróficas na Cantade el arie de Alessandro, o Grande, e logo passou a ser aplicada às peças que alternavam seções de recitativo, arioso e em estilo de ária. A partir de c. 1650 esse era o padrão habitual, mas os principais autores de cantatas do início do século XVII, Luigi Rossi e Mazzaroli, preferiam a arietta corta, uma única ária com alterações métricas. Esses dois compositores trabalharam em Roma, principal centro da cantata no século XVII, onde Carissimi, um dos primeiros grandes mestres da forma, também estava em atividade. Nas primeiras cantatas de seu aluno Alessandro Scarlatti e nas de Stradella e Steffani, a distinção entre recitativo e ária é bastante clara, e o número de seções normalmente menor. 
No final do século, temas históricos foram substituídos pelos versos arcádicos descrevendo sentimentos amorosos em um cenário pastoril, sendo um dos exemplos mais famosos a cantata BWV 208, de Bach. A cantata spirituale musicava um texto sacro em linguagem vernácula.
Nas cantatas de Scarlatti após c. 1700, a estrutura é padronizada na forma de duas ou três árias da capo, separadas por recitativos. A maioria é para soprano e contínuo. Esse tipo foi cultuado por outros italianos, incluindo Bassani, Bononcini, Vivaldi e Marcello, e por Haendel durante sua permanência na Itália (1705/6-10). Muitas das cantatas de Haendel, no entanto, distinguem-se das italianas em estrutura tonal e força dramática.
O desenvolvimento posterior da cantata italiana ficou em grande parte nas mãos de compositores napolitanos tais como Leo, Vinci e Pergolesi, em cujas obras o acompanhamento utilizando ao máximo as cordas tornou-se a norma.

## Cantata alemã
Na Alemanha, a Kantate era basicamente um gênero sacro, apesar de o termo não ser de uso geral durante o período barroco. Um passo em direção à cantata como forma multi-seccional foi dado pelas composições de salmos de Tunder, Buxtehude e outros, cujas partituras corais são afins às verdadeiras cantatas, já que usam uma forma fechada para cada estrofe. Mas foi a mistura de textos, especialmente textos bíblicos e poéticos naquilo que se chamou de cantata "concerto-ária", que estabeleceu de maneira decisiva o formato da cantata alemã.
Algumas das cantatas de Bach são retrospectivas em sua utilização de um texto coral uniforme, mas a maioria mostra os efeitos das reformas de Neumeister em c. 1700, com recitativo e ária da capo como elementos dominantes. As cantatas foram compostas em grande número — Telemann e Graupner escreveram bem mais de mil — e eram normalmente agrupadas em ciclos anuais. As de Bach são atípicas em qualidade e diversidade. Nas mãos de compositores menores, o gênero foi se tornando cada vez mais padronizado e, no final do século XVIII, a estagnação estrutural e textos alegóricos fizeram-na parecer fora de moda e fossilizada.
Cantatas seculares em alemão e em italiano foram compostas por Keiser, Telemann, Bach e outros, mas esse tipo de cantata só foi amplamente cultivado na Itália. Na França e na Inglaterra a cantata secular foi essencialmente um gênero do século XVIII, emulando o tipo italiano. Atribui-se a J. B. Morin ter introduzido a cantate francesa em seu primeiro livro (1706). Ali estabeleceu-se o padrão para as cantatas francesas das duas décadas seguintes, com três árias, cada qual introduzida por um recitativo; a preferência recaía em textos mitológicos e amorosos. Entre as cantatas posteriores, as de Clérambault estão entre as melhores. Rameau também escreveu cantatas antes de 1733, após o que o gênero declinou em favor do novo cantabille rococó, mais curto.

## Cantata inglesa
A cantata inglesa surgiu em grande parte de um desejo dos poetas e compositores do século XVIII de demonstrar a adequação de sua linguagem aos estilos de recitativo e ária à italiana. J. C. Pepusch alegava que suas Six English Cantatas (1710) eram as primeiras do tipo; seus dois conjuntos estão entre os melhores. Após 1740, a estrutura à italiana foi abrandada e a tendência inglesa para uma melodia ligeira e agradável se firmou. A mudança, observável nas cantatas de Stanley, encontra-se completa no conjunto que Arne compôs em 1755, o qual, com seus acompanhamentos de sopros de madeira e utilizando ao máximo as cordas, marca o final da cantata como forma de música de câmara na Inglaterra.